# Стець, Павел Денисович
Павел Денисович Стець (укр. Павло́ Дени́сович Сте́ць; 1935, с. Новый Стародуб (ныне Александрийского района Кировоградской области Украины) — украинский советский металлург, изобретатель СССР.

## Биография
Окончил Днепропетровский металлургический институт (ныне Национальная металлургическая академия Украины). Работал на Сталинском машиностроительном заводе горношахтного оборудования, одновременно преподавал и руководил группой индийских инженеров Дургапурского машиностроительного завода, построенного с участием СССР.
С 1964 года — старший научный, затем ведущий научный сотрудник Донецкого научно-исследовательского института горной металлургии. Читал лекции индийским специалистам металлургического комбината города Ранчи.

## Научная деятельность
Научные опыты проводил на металлургических комбинатах Кривого Рога, Днепродзержинска, Макеевки, Мариуполя, Магнитогорска, Челябинска, Караганды, Новокузнецка.
Защитил кандидатскую диссертацию о возможности повышения долговечности больших форм для литья стальных слиток существующей конструкции. Экономический эффект от внедрения в изделие этой разработки на Мариупольском металлургическом комбинате им. Ильича и «Запорожсталь» в ценах 1975 года составил 500 000 рублей.
Автор более 100 научных работ, принял участие, как соавтор в создании 30 изобретений, на которые были выданы авторские свидетельства и патенты.
Деятельность последних лет связана с работой на мариупольских металлургических комбинатах «Азовсталь» и имени Ильича.
Ведущая тема исследовательской деятельности ученого: качество чугуна, из которого изготавливают литьë. Одновременно на комбинате имени Ильича проводил работу над проблемой улучшения качества стали.